# Bobby Doerr
Bobby Doerr (Los Angeles, 7 april 1918 - Junction City, 13 november 2017) was een Amerikaans honkballer.
Hij speelde zijn hele professionele carrière bij de Boston Red Sox van 1937 tot 1951. Na zijn actieve carrière werd hij nog scout en coach van de Red Sox. In 1986 werd hij opgenomen in de Baseball Hall of Fame. Hij was de laatste nog levende speler die nog tegen de legendarische Lou Gehrig speelde. Hij werd 99 jaar oud.

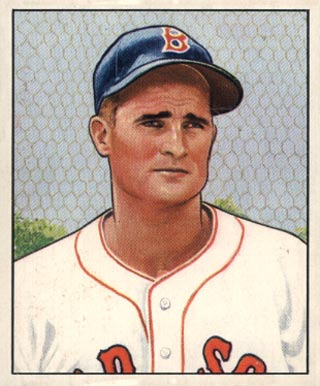
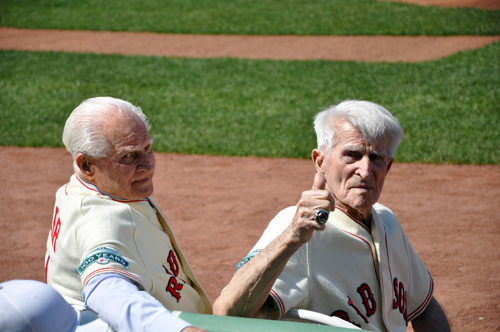

- International Standard Name Identifier: 0000 0000 4795 5753
- Library of Congress Control Number: n2003093638
- Nationale Bibliotheek van Tsjechië: ola2012699792
- Nationale Bibliotheek van Israël: 987007436328305171
- SNAC: w6qr5xhq
- Virtual International Authority File: 6772834
- WorldCat: E39PBJr7WpRQkfhcHrCwwrr6rq